# 亚文泰
亚文泰是印度尼西亚南加里曼丹省北河源县下辖的一个镇。该镇位于南加里曼丹省首府马辰以北190公里处。亚文泰由3个区组成，包括：
1. 南亚文泰，面积174平方公里，人口26,545人；
2. 中亚文泰，面积80.50平方公里，人口46,631人；
3. 北亚文泰，面积37平方公里，人口21,262人。

2°26′0″S 115°15′0″E / 2.43333°S 115.25000°E